# Gnomibidion digrammum
Gnomibidion digrammum là một loài bọ cánh cứng trong họ Cerambycidae.